# 泰坦3號運載火箭

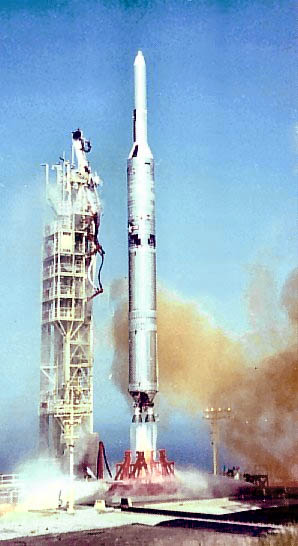
泰坦三號火箭發射

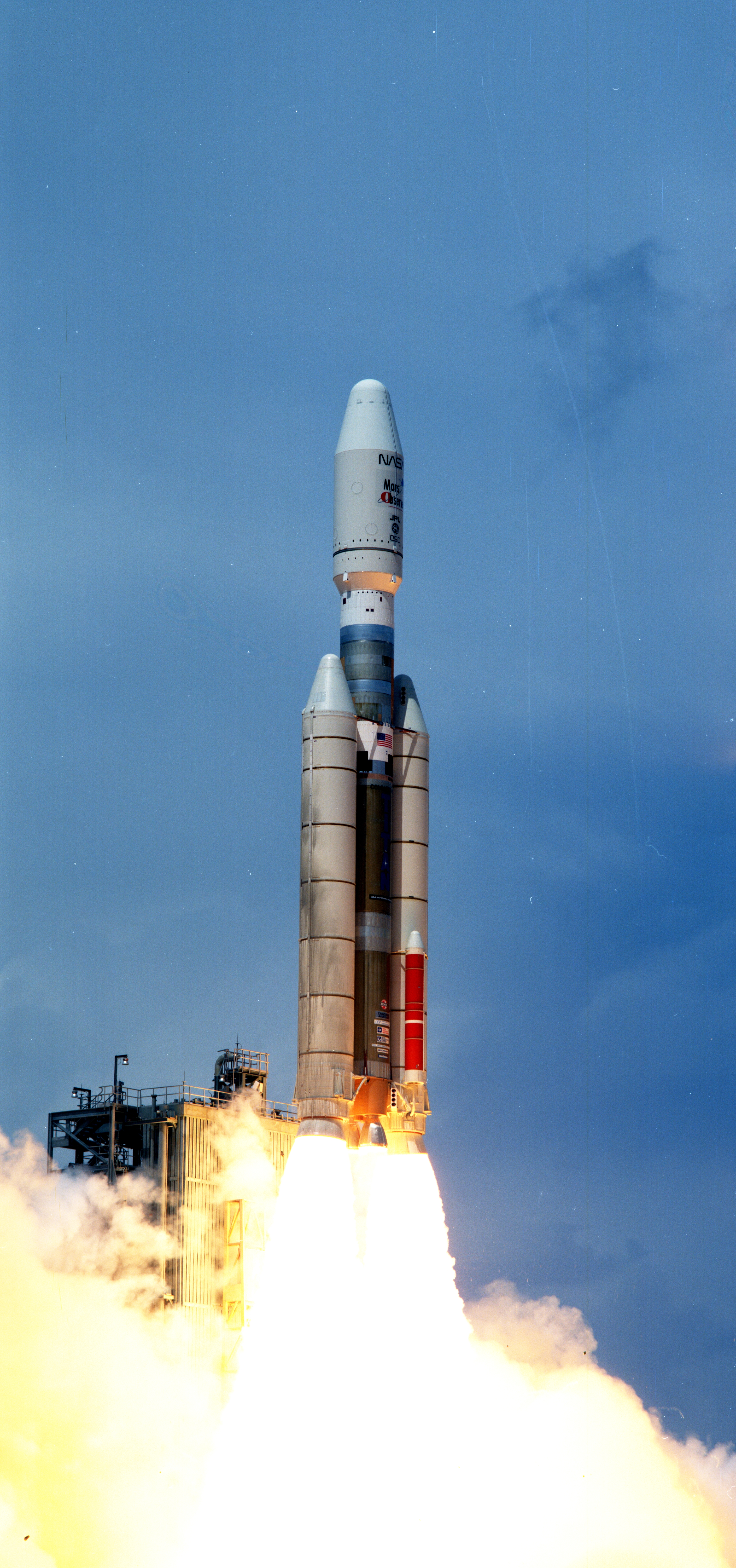
泰坦三號火箭商業酬載火星觀察者號

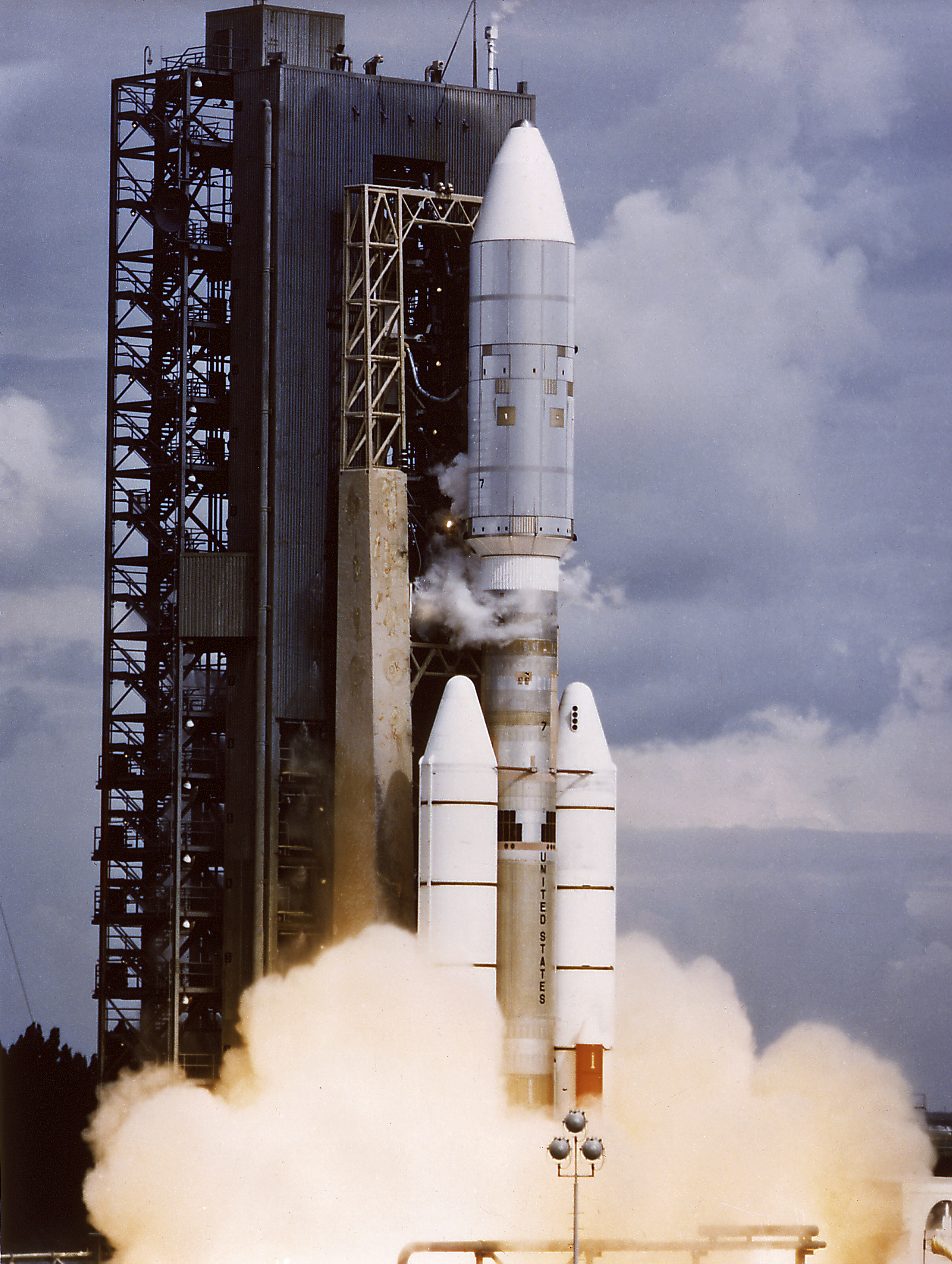
泰坦三號火箭發射航海家二號衛星

泰坦三號運載火箭由泰坦二號火箭為基礎改良而成，另可選擇搭載固體火箭助推器，由美國空軍研製，為重酬載衛星發射裝置，酬載美國軍方及民間情報收集衛星，如Vela Hotel核子試爆監測衛星，觀測和偵查衛星(用於情報收集)，及其他系列的國防通訊衛星。

### 泰坦3A
泰坦三A為原型火箭發射器，包含泰坦二號火箭及變軌級。

### 泰坦3B
泰坦三B型運載火箭及其他不同系列(23B、24B、33B及34B)以泰坦三號為核心及Agenda D上級所組成。此組合用來發射KH-8 GAMBIT系列情報收集衛星。由加州范登堡空軍基地發射，經南太平洋進入極軌道。

### 泰坦3C
泰坦三C採用了泰坦三核心火箭及兩枚大型捆綁式固體火箭助推器，以增加發射推力，大幅提升酬載量。泰坦三C的助推火箭具備強大推力及先進的矢量控制系統，與先前之固態助推火箭相比，為一大突破。而導航系統則使用Delco Carousel VI慣性測量裝置及Magic 352導引電腦。

### 泰坦3D
泰坦三D為泰坦三C的衍生型，並無搭載變軌級，主要酬載低地軌道的KH系列情報偵察衛星。

### 泰坦三E
泰坦三E則以半人馬座火箭為上面級，發射數種科學太空船，例如航海家一、二號衛星至木星、土星、並且越過它們，及海盜號任務發射兩枚衛星繞行火星軌道及兩艘探測船登陸火星。
泰坦三號火箭第一個導引系統使用泰坦二號上的AC Spark Plug公司所製作之慣性測量裝置，以及IBM公司ASC-15導引電腦。在泰坦三號火箭使用的ASC-15當中的磁鼓儲存器被加長，增加了20個可用磁軌，使得記憶體容量增加了35%。